# Bolkhov
Bolkhov (en russe : Болхов) est une ville de l'oblast d'Orel, en Russie, et le centre administratif du raïon de Bolkhov. Sa population s'élevait à 11 462 habitants en 2013.

## Géographie
Bolkhov est située sur la rivière Nougr, un affluent de la rivière Oka, à 53 km au nord d'Orel et à 279 km au sud-ouest de Moscou.
|  |

## Histoire
Bolkhov existe depuis le XIIIe siècle. Après l'invasion mongole de la Russie, Bolkhov fut le siège d'une dynastie princière locale, dont la descendance peut être suivie jusqu'au XIXe siècle. Au XVIe siècle, Bolkhov devint l'un des postes fortifiés défendant Moscou au sud contre les Tatars. C'est ici que l'armée de Vassili IV fut défaite par le Second faux Dimitri en 1608. Bolkhov reçut le statut de ville en 1778.
Bolkhov possède quatre églises datant du début du XVIIIe siècle, dont la cathédrale du monastère de la Trinité (1688-1706), qui a cinq dômes, et la très belle église de la Trinité et son remarquable clocher. La plus grande église de la ville est la cathédrale de la Transfiguration du Sauveur, construite de 1841 à 1851 selon les plans de l'un des élèves de Konstantin Thon.
Pendant la Seconde Guerre mondiale, Bolkhov fut occupée par l'Allemagne nazie du 9 octobre 1941 au 28 juillet 1943.

## Population
Recensements (*) ou estimations de la population
| 1856   | 1897*  | 1913   | 1926*  | 1939*  |
| ------ | ------ | ------ | ------ | ------ |
| 17 200 | 21 446 | 25 100 | 17 535 | 12 681 |

| 1959*  | 1970*  | 1979*  | 1989*  | 2002*  |
| ------ | ------ | ------ | ------ | ------ |
| 11 303 | 13 283 | 13 026 | 13 071 | 12 148 |

| 2010*  | 2012   | 2013   | 2014 | - |
| ------ | ------ | ------ | ---- | - |
| 11 421 | 11 411 | 11 462 | -    | - |